# Высочайший манифест
Высочайшие манифесты — в Российской империи непосредственно исходившие от «Высочайшей власти» торжественные акты, которыми монарх всенародно объявлял о своих правах, требованиях, намерениях, а также о каком-либо чрезвычайном событии или о принятии важной меры.
Законом было прямо предусмотрено, что в форме манифеста возвещалось о восшествии на престол, о рождении, браке и кончине великих князей и великих княжен. Что касается других выдающихся событий в жизни императорского дома, обыкновенно они также доводились до всенародного сведения манифестом, например:
- «Манифест 23 октября 1888 года» оповещал о чудесном сохранении жизни царской семьи при Борках (см. крушение императорского поезда);
- «Манифест 13 апреля 1891 года» — о переходе великой княгини Елисаветы Фёдоровны в православную веру.

Из чрезвычайных событий высочайшими манифестами обыкновенно возвещалось об объявлении войны и заключении мира; из крупных мероприятий манифестами объявлялось:
- об отмене крепостного права — «О Всемилостивейшем даровании крепостным людям прав состояния свободных сельских обывателей» 19 февраля (3 марта по новому стилю) 1861 года ;
- о введении всеобщей воинской повинности 01 (13) января 1874,
- манифесты 31 мая (12 июня) 1890 года и 25 октября 1894 года по делам финляндским.

Особым видом высочайших манифестов являлись всемилостивейшие манифесты, которые — по поводу каких-либо знаменательных событий — в торжественной форме даровали народу милости. Впервые «милостивым манифестом» был назван указ 22 июля 1730 года, изданный в ознаменование коронования императрицы Анны Иоанновны; до того они именовались «милостивыми указами».
Высочайшие манифесты, по распоряжению губернского правления, входящего в сношение с епархиальным начальством, зачитывались после молитвенной службы при церквах и также по городам на площадях, а в уездах на мирских сходах и на торговых площадях заштатных городов, посадов, местечек и крупных селений; кроме того, они печатались в губернских ведомостях.